# Gliese 752
Gliese 752 è un sistema stellare binario nella costellazione dell'Aquila. Questo sistema è relativamente vicino, dato che si trova ad una distanza di 19 anni luce dal sole. Il sistema binario è costituito da due stelle di tipo spettrale M. La stella primaria, Gliese (GJ) 752 A, è di magnitudine 9. La stella secondaria, Gliese (GJ) 752 B, ha magnitudine apparente 17 , ed è più comunemente denominata VB 10. Questa coppia stellare è separata da circa 74 arcosecondi (~434 UA).
Questo sistema è anche conosciuto per il suo elevato moto proprio moto proprio di circa 1 arcosecondo l'anno. 
Nel 2018, osservazioni condotte con lo spettrografo CARMENES hanno permesso la scoperta di un esopianeta in orbita attorno alla componente principale, Gliese 752 Ab, un pianeta con una massa minima paragonabile a quella di Nettuno e situato nella zona abitabile del sistema.
Il nome ed il numero derivano dal Catalogue of Nearby Stars, pubblicato dall'astronomo tedesco Wilhelm Gliese nel 1969.

## Dinamica interna delle stelle Gliese 752

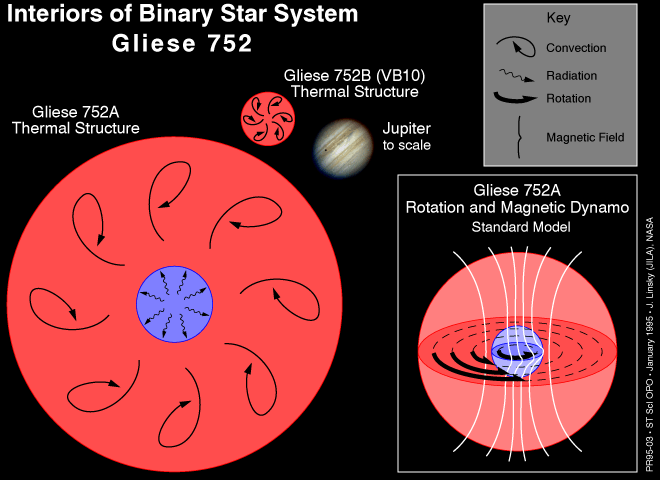
Diagramma che mostra le relative grandezze e i processi dinamici interni alle due stelle Gliese 752.

Prima delle osservazioni da parte Telescopio spaziale Hubble del sistema Gliese 752, gli astronomi credevano che il campo magnetico nelle stelle richiedesse lo stesso effetto dinamo che crea i campi magnetici sul Sole. Nel classico modello solare il calore generato dalle reazioni di fusione nucleare nel centro della stella fuoriesce attraverso la zona radiativa posta appena fuori dal nucleo. Il calore passa conseguentemente dalla zona radiativa alla superficie della stella attraversando la zona convettiva. In questa regione il calore passa agli strati più esterni con movimenti circolari di plasma.
L'effetto dinamo, che accelera gli elettroni creando campi magnetici, opera quando l'interno di una stella ruota più velocemente della sua superficie. Recenti studi sul Sole indicano che la sua zona convettiva ruota circa alla stessa velocità dell'interno. Questo significa che la "dinamo solare" deve essere localizzata nella zona radiativa,  avente velocità di rotazione più alta, appena al di sotto della zona convettiva.

## Gliese 752 A
La stella principale, nota anche come HD 180617 e Wolf 1055, è una nana rossa di tipo spettrale M2.5 avente circa la metà del raggio e della massa del Sole e considerevolmente più fredda, con i suoi 3240 K di temperatura superficiale. Questa stella è stata osservata per la prima volta per la sua caratteristica di avere un elevato moto proprio dall'astronomo tedesco Max Wolf col suo pionieristico uso dell'astrofotografia. Nel 1919 egli aggiunse perciò questa stella nel suo esteso catalogo contenente questi particolari astri. La stella è una variabile di tipo BY Draconis col nome di catalogo V1428 Aquilae, soggetta a brillamenti.

### Sistema planetario
Con il metodo della velocità radiale attorno a Gliese 752A nel 2018 è stato scoperto un pianeta gigante gassoso, che orbita a 0,3357 UA dalla stella in circa 106 giorni. Nonostante un'eccentricità orbitale relativamente elevata il pianeta si trova all'interno della zona abitabile, dove potrebbero esistere condizioni favorevoli epr lo sviluppo della vita.
Prospetto del sistema
| Pianeta | Tipo            | Massa           | Raggio | Periodo orb.   | Sem. maggiore | Eccentricità | Scoperta |
| ------- | --------------- | --------------- | ------ | -------------- | ------------- | ------------ | -------- |
| Ab      | Gigante gassoso | >12,214±1,05 M⊕ | —      | 105,911 giorni | 0,343 UA      | 0,101        | 2018     |

## Gliese 752 B
Gliese 752 non era conosciuto come sistema binario fino alla scoperta della piccola e fioca componente secondaria da parte di George Van Biesbroeck nel 1944. Questa stella è identificata VB 10 nel catalogo stellare dello scienziato statunitense; ed è una stella notevole per la sua massa estremamente ridotta, dato che con le sue 0.08 masse solari è vicina al limite minimo di massa per una stella. Inoltre il suo raggio è solamente circa il 10% di quello solare.
La stella, una nana rossa M8V, è anche nota per essere molto fioca, infatti ha una magnitudine assoluta di circa 19, a causa della sua bassa temperatura superficiale: solo 2600 K. Anche la seconda componente del sistema binario è una stella variabile, di tipo  UV Ceti, soggetta anch'essa a brillamenti; è inserita come V1298 Aquilae nel catalogo delle stelle variabili. Condivide naturalmente con la compagna più massiccia l'elevato moto proprio.
Nel 2009 fu annunciata la scoperta di un pianeta extrasolare, VB 10b, orbitante intorno a questa stella. Comunque, una successiva indagine spettrografica ha smentito la presenza di qualsiasi grande pianeta in orbita a Gliese 752.